# Forte Azzano
Forte Azzano, chiamato originariamente Werk Neu Wratislaw, è una fortificazione posta a sud di Verona, parte del complesso sistema difensivo cittadino e più in particolare del secondo campo trincerato di pianura, messo in opera tra 1859 e 1866. La struttura fortificata fu realizzata tra 1860 e 1861 e i lavori furono diretti dall’Imperiale Regio Ufficio delle Fortificazioni di Verona.
Il forte era intitolato al conte Johann Wratislaw von Mittrowitz, capo di Stato Maggiore d'Armata sotto Radetzky tra 1848 e 1849.

## Descrizione
Il forte, a tracciato poligonale (un sistema poligonale misto tipico della scuola fortificatoria neotedesca) con ridotto centrale, è situato in aperta campagna ed equidistante dai forti Dossobuono e Tomba, con i quali faceva sistema incrociando i tiri. Sebbene fosse dotato di minore armamento rispetto agli altri forti di prima linea, presidiava la campagna tra Dossobuono e Ca' di David. Le sue artiglierie da fortezza, oltre a battere di fronte e di fianco la ferrovia proveniente da Mantova, esercitavano una potente azione di combattimento sulla pianura, contro tentativi nemici condotti da meridione, dopo il forzamento del medio Mincio. Il forte Azzano è simile, per impianto architettonico e caratteristiche tecnico-logistiche, ai forti Lugagnano e Dossobuono, se ne distingue tuttavia per le dimensioni d'insieme leggermente inferiori (il fronte di gola misura 183 metri, rispetto ai 200/204 metri dei due forti precedenti), di conseguenza è minore l'estensione del ridotto e il paradorso sul fronte di gola è disposto diversamente.
L'ingresso al forte fu risolto dal progettista con una disposizione complessa, coordinata al doppio recinto di sicurezza interno. Nel terrapieno del fronte di gola rettilineo è inserita un'opera casamattata, alla quale è innestata la caponiera di gola, per artiglieria e fucileria, che difendeva l'accesso. La strada di accesso si sdoppia quindi davanti alla caponiera arrotondata, in direzione dei due portali laterali, simmetrici, preceduti dal ponte levatoio. Dai due portali ad arco si accede al piazzale interno, sotto il tiro dei fucilieri.
Al centro del forte si eleva, su due piani e con copertura casamattata, il ridotto a corpo lineare, piegato sul tracciato a lunetta, con raccordi d'angolo arrotondati. Lungo il cortile interno del ridotto, al centro della facciata, sporge un corpo su pianta trapezoidale che contiene la scala e i servizi igienici. Sui due piani, nei locali a volta, sono disposti i ricoveri per la numerosa guarnigione e le varie funzioni logistiche, che rendevano l'opera autosufficiente. Il fronte principale del ridotto è ordinato per la difesa, su ogni piano, con galleria perimetrale a feritoie per fucilieri. Sul fronte secondario, concavo, il cortile è chiuso da un muro rettilineo di sicurezza. Nel mezzo, ai lati del passaggio per l'accesso al cortile, altri due muri paralleli si collegano alle casematte del fronte di gola, delimitando un ulteriore compartimento di sicurezza. Il tutto forma un doppio recinto a feritoie che, assieme alle gallerie per fucilieri del fronte principale, assicurava la difesa progressiva dell'opera. Inoltre tre pozzi per le riserve d'acqua sono collocati agli angoli del piazzale interno, in nicchie casamattate.
Attorno al ridotto, il grande terrapieno si eleva sull'impianto a lunetta pentagonale, e copre in aderenza anche l'intero fronte di gola. Le postazioni di combattimento per l'artiglieria da fortezza, a cielo aperto, sono protette da numerose traverse, in parte casamattate. All'esterno, completavano l'opera la scarpa a pendenza naturale, rivestita dal muro aderente solo in corrispondenza delle tre caponiere.
Dall'esterno, verso il fronte principale, si percepisce l'architettura di terra, con masse dai profili ben modellati dalla geometria del defilamento, mentre le opere murarie sono completamente sottratte alla vista. Nel fronte di gola, secondo un modello classico, spiccano i portali monumentali, inseriti nelle severe membrature murarie. Nel nucleo del forte il ridotto assume duplice fisionomia: fortificatoria, nel prospetto esterno, convesso, con la serrata sequenza di feritoie su due ordini; quasi civile, nel prospetto concavo interno, che affaccia sulla corte, con la successione di bifore a sesto ribassato. Una rarità costruttiva la si incontra nelle poterne principali, coperte da volte di laterizio a gradoni discendenti e con il tratto terminale a volta gotica. Ciottoli e listati di laterizio (come nella tradizione costruttiva del medioevo veronese) rivestono i muri di controscarpa, mentre il tufo di Verona riveste gli altri edifici del forte, conferendogli un aspetto di straordinaria saldezza.

## Armamento
L'armamento della fortificazione consisteva in:
- 5 cannoni ad anima rigata da 9 cm a retrocarica
- 3 cannoni ad anima rigata da 9,5 cm ad avancarica
- 22 cannoni di diverso calibro ad anima liscia

Riserve di munizioni: 52 500 kg di polveri.

## Presidio di guerra
Il presidio in caso di guerra della fortificazione consisteva in:
- 300 fanti
- 68 artiglieri

Era inoltre possibile disporre un presidio di emergenza di 400 uomini.